# Табу (альбом)
«Табу» — третий «естественный» альбом группы «Аквариум». Записан летом 1982 года в студии Андрея Тропилло в Доме юного техника на Охте на двухканальных магнитофонах «Studer», взятых в пользование на фирме «Мелодия». Включён в сводку «100 магнитоальбомов советского рока» Александра Кушнира.

## История создания
В альбом «Табу» вошли песни, которые Гребенщиков написал в конце 1981 года, ранее вошедшие в основу электрической программы, с которой «Аквариум» выступал на подпольных концертах в Москве и Ленинграде, поэтому к началу записи альбома каждая композиция уже была опробована в живом исполнении.
Борис Гребенщиков об альбоме:
Решили, наконец, записать настоящий электрический альбом — те песни, которые игрались нами живьём. Начало '82 ознаменовалось первым концертом реально электрического Аквариума с Ляпиным и Петром (запись этого концерта издана теперь под названием «Арокс и Штёр»). Нас (временно) стали литовать, а это значило, что открылся концертный сезон. Но звукозаписи это не отменяло.
(Гребенщиков, Б. Б. Краткий отчёт о 16-ти годах звукозаписи. 1997.)
Большую роль в записи альбома сыграл Сергей Курёхин, который пригласил на запись басиста Владимира Грищенко и джазового саксофониста Игоря Бутмана. По этой причине Андрей Романов и Михаил Файнштейн оказались совершенно невостребованными на записи.
Во время записи каждая песня записывалась очень быстро, как правило, без наложений и максимум в два дубля и запись была произведена в короткий срок. Ближе к её концу в студии возникла нервозная обстановка, основанная на желании ведущих музыкантов вывести на первый план именно свой инструмент. Её апогеем стало столкновение хард-роковой идеологии Ляпина с авангардистскими взглядами Курёхина. Это сделало финал и содержание записи нервозным и истеричным. К концу сессии Гребенщиков был доведён до сильнейшего психологического перенапряжения, в результате чего на балконе студии им была написана композиция «Рок-н-ролл мёртв».

В фотосессии к альбому, основанной на симпатии к импрессионистам и «новым романтикам», приняли участие Гребенщиков, Курёхин и Гаккель. На обратной стороне обложки после списка песен присутствует расшифровка тогдашнего состава группы:
| Å? = БГ + Гаккель + Курехин + Ляпин + ПГуберман + Бутман + ВГ |

На лицевой стороне обложки после названия группы стоит вопросительный знак. По утверждению Гребенщикова, это показатель того, что альбом записывался в тяжёлый для группы период (тем более, что на записи от «канонического» состава присутствовал только Сева Гаккель). Больше вопросительный знак не появлялся ни на одном альбоме.
Начало альбома (композиция «Сегодня ночью») с телефонным звонком и фразой «алло, алло?» отсылает к альбому Face To Face (1966) британской группы The Kinks (первая песня «Party Line» начинается подобным образом). Песня «Пепел» изначально задумывалась как синтезаторная пьеса в минималистической манере Гэри Ньюмана, но при данном наборе инструментов группы реализовать эту идею было невозможно. В 1985 году на эту песню был снят клип. В финале песни «Кусок жизни» Гребенщикову и Гаккелю подпевает «компания дружков», в числе которых бывшая жена Бориса — Людмила Гребенщикова. Песня «Сыновья молчаливых дней» (написанной по мотивам творчества Doors и песни Дэвида Боуи «Sons of the Silent Age») изначально планировалась минут на десять, но получилась значительно короче, поскольку у Тропилло на 7-й минуте кончилась плёнка. Поэтому на оригинале в конце песни следует обрыв.
Бонус-трек «Сентябрь» записан именно для альбома «Табу», но по неизвестным причинам в него не попал. Бонус-трек «В поле ягода навсегда» — пробная запись этой песни, не предназначавшаяся к изданию.

## Участники записи
- БГ — голос и гитары
- Сергей Курёхин — препарированное пианино (Курёхин втыкал кнопки в молоточки пианино) (1-7, 9, 10) перкуссия (8)
- Александр Ляпин — электрогитара (1-9)
- Владимир Грищенко — бас (2-7, 9)
- Пётр Трощенков — барабаны (1-9)
- Всеволод Гаккель — виолончель (1,9, 10), бас (1)
- Игорь Бутман — саксофон (3, 6, 8, 9)
- Михаил Васильев-Файнштейн — перкуссия (3), бас (8)
- Андрей Романов — флейта (10)

## Список композиций
Музыка и тексты во всех песнях — БГ, кроме специально отмеченной.
1. Сегодня ночью (5:24)
2. Пустые места (3:13)
3. Кусок жизни (4:38)
4. Береги свой хой (3:16)
5. Пепел (3:08)
6. Никто из нас не (2:58)
7. Игра наверняка (4:01)
8. Аристократ (5:17)
9. Сыновья молчаливых дней (6:17)
10. Радамаэрл (1:37) (Б.Гребенщиков, В.Гаккель) — инструментал

### Бонус-треки
Присутствуют на диске «Антология — V. Табу»
1. Сентябрь (5:04)
2. В поле ягода навсегда (2:16)

## Издания[4]
| Регион  | Дата | Лейбл                 | Формат                    | Каталог                            |
| ------- | ---- | --------------------- | ------------------------- | ---------------------------------- |
| СССР    | 1982 | АнТроп                | Бобина                    | нет                                |
| Россия  | 1994 | Триарий               | CD                        | AM 009                             |
| Россия  | 1995 | Союз Триарий          | CS                        | SZ0419-95                          |
| Литва   | 1995 | Союз Garsų Pasaulis   | CS                        | SZ0419-95                          |
| Украина | 1998 | Триарий Moroz Records | CS                        | AM 009 MCB TR 98341 MC             |
| Россия  | 1998 | Триарий Moroz Records | CS                        | AM 009 MCB TR 98341 MC             |
| 1999    | СD   | Триарий Moroz Records | AM 009 B dTR 07698 CD     |                                    |
| 1999    | СD   | Триарий CD Land       | AM 009 B CDL 115-99       |                                    |
| 1999    | СD   | Украина               | Moroz Records Триарий JRC | dTR 07698 CD AM 009 B JRC 00154-99 |
| Россия  | СD   | 2002                  | Союз                      | SZCD 1517-02                       |
| Россия  | CS   | 2002                  | Союз                      | SZ 1517-02                         |
| Россия  | 2013 | Solyd Records         | LP                        | SLR LP A05                         |